# Josef Achmann
Pour les articles homonymes, voir Achmann.
Josef Achmann, né le 26 mai 1885 à Ratisbonne et mort le 25 octobre 1958 à Schliersee, est un peintre allemand.

## Biographie
Josef Achmann est né en 1885 à Ratisbonne.
Fils d'un maître potier, il grandit dans sa ville natale. En 1906, il commence sa formation artistique à Munich, à l'école des beaux-arts de Westenried, sous la direction de Hans Fleischmann ; au semestre d'été 1907, il est transféré à l'Académie des beaux-arts. De 1908 à 1911, il a son propre atelier à Ratisbonne (dans la Runtingerhaus, ancienne maison patricienne médiévale), de 1912 à 1914, il reste à Paris pour ses études. En 1917, il organise une exposition commune à Munich avec George Grosz, Max Pechstein et Erich Heckel.
De 1919 à 1921, Achmann publie la revue expressionniste Die Sichel avec le poète Georg Britting. Un hommage à cette collaboration est le tableau à l'huile Die Brennsuppenesser (1919), avec une faucille à l'arrière-plan.
Il expose ses peintures d'une Fillette malade, un Intérieur et un Paravent avec miroir lors d'une exposition de Peintres graveurs allemands contemporains organisée par la Bibliothèque nationale, à Paris, en 1929.
Achmann est marié à l'actrice Magda Lena (Magdalena von Perfall, 1883-1940 ; fille d'Anton von Perfall). Elle est engagée au Residenztheater de Munich et dirige une école de théâtre privée ; parmi ses élèves figurent Hans Baur et Peter Pasetti.
Après 1935, Achmann est interdit d'exposition ; ses tableaux sont retirés des galeries publiques. De 1940 jusqu'à sa mort, il vit à Schliersee.
Actuellement, un mémoire (comprenant un catalogue raisonné) sur les œuvres graphiques d'Achmann est en cours de préparation à l'Institut d'histoire de l'art de l'Université de Ratisbonne.

## Distinctions
- 1949 : Förderpreis für Bildende Kunst der Landeshauptstadt München
- 1950 : Médaille Albertus Magnus